# Йоан Спиридонаки
Йоан Спиридонаки (на средногръцки: Ιωάννης Σπυριδωνάκης) е византийски администратор, оглавил бунт в Източна Македония и Родопите в началото на XIII век при император Алексий III Ангел (1195 – 1203).

## Биография
Роден е на Кипър и произхожда от занаятчийско семейство. С благосклонността на Алексий III се издига до позицията на дворцов вестиарий – началник на личната хазна на императора.
След това е назначен за управител на темата Смолени в Източна Македония. През 1201 година Спиридонаки се разбунтува срещу Алексий III, като се възползва от поредицата от набези и бунтове срещу императора, като тези на  Добромир Хриз и Иванко, които се появяват в балканските провинции на империята.
Скоро армията на императора, под командването на Алексий Палеолог, съпруга на Ирина, дъщерята на Алексий III, побеждава Спиридонаки, който бяга в двора на цар Калоян в България.